# Geschiedenis van Kleef
De geschiedenis van Kleef overlapt grotendeels met de geschiedenis van het graafschap en die van het latere hertogdom Kleef.
Er is bijna geen betrouwbare informatie beschikbaar over de lokale machtsverhoudingen in het gebied van 'Kleve' in de vroege middeleeuwen. De enkele uitspraken van sommige historici zijn ook controversieel. Volgens een van deze bronnen trouwde een dochter uit een adellijke familie genaamd Beatrix na 711 met een graaf Aelius (of Helios) Gralius, die een volgeling was van Karel Martel. Deze graaf bezat gebieden in het Teisterbant-gebied als leengoed. De zoon uit dit huwelijk, als Theodorik I, was van 742 zowel graaf van Teisterbant als de eerste graaf van Cleve. De provincies Teisterbant en Kleve werden verdeeld onder de nakomelingen. De laatste afstammeling van deze adellijke familie in Cleve was graaf Nufried, na wiens dood deze familie stierf in 1008.
Een 'Beatrix' uit een adellijk geslacht wordt ook in een sage genoemd als de voorouder van de graven van Kleve, die trouwde met een zwaanridder Elias. Sinds de 15e eeuw zien de Kleefse grafen en hertogen hun afkomst in deze zwanenridder Elias (Aelius) die verwant is aan Lohengrin.
- Theodoric Parcifal "de Graalridder" van Kleef en Teisterbant (640 - c.759)
- Aelius Grajus of (H)elias Grail, "de Zwanenridder", "Heer van Nijmegen" (Narbonne, 690 – Kleef, c. 734), (puur legendarische) eerste graaf van Kleef; volgens de legende (bron: Van der Sluijs) de graalridder van de zwaan, (schoon-?)zoon van de graalridder Parsifal.
- Theoderich II van Ursinus van Kleef (Kleef 645 - Kleef 710), Graaf van Kleef en Teisterbant
- Reinhold I van Kleef (Kleef 720 - Kleef 770)

## Afbeeldingen

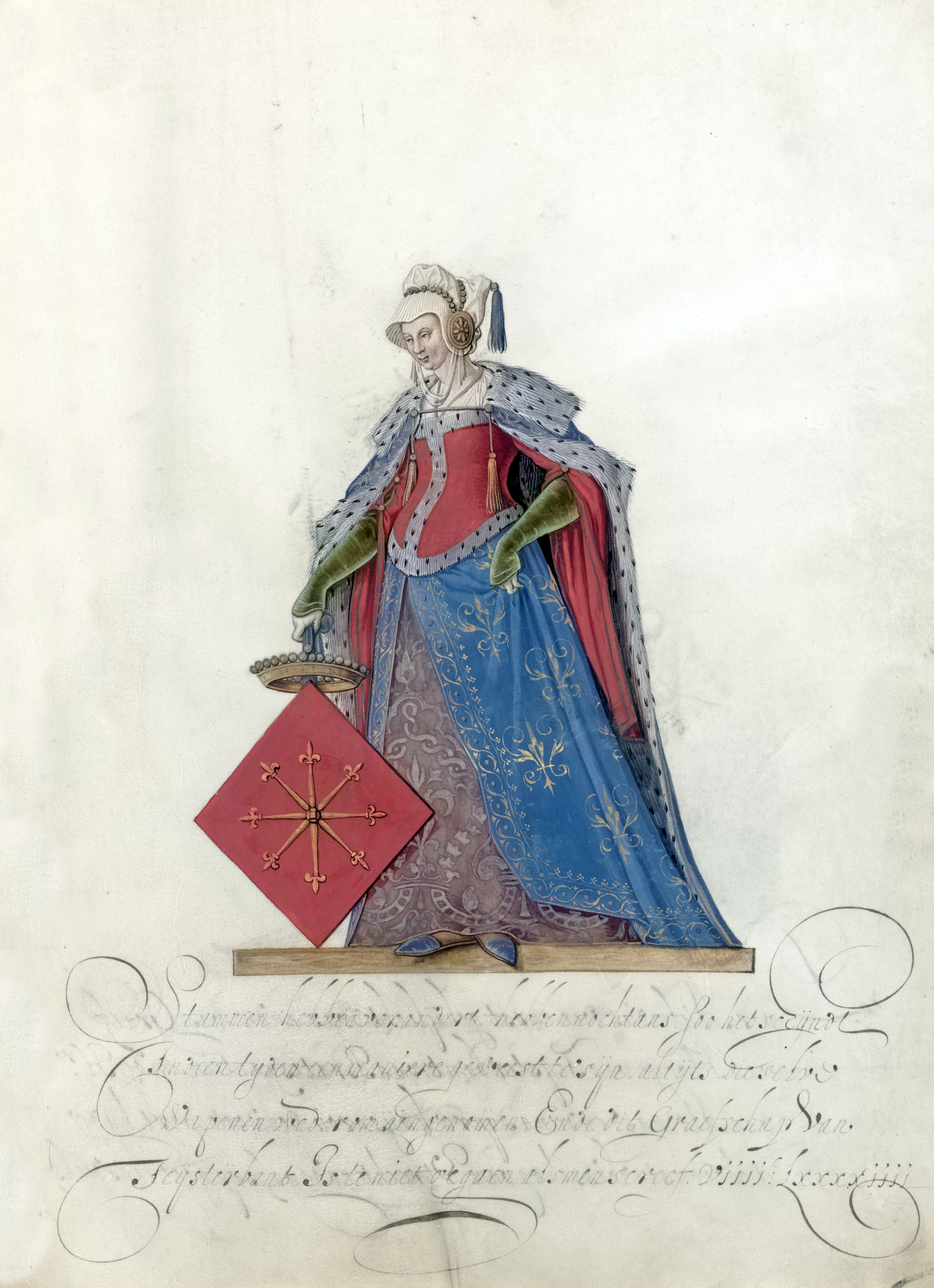
Gravin van Teisterbant, echtgenote van graaf Dirk van Teisterbant met de rechterhand rustend op het wapen van Kleef.
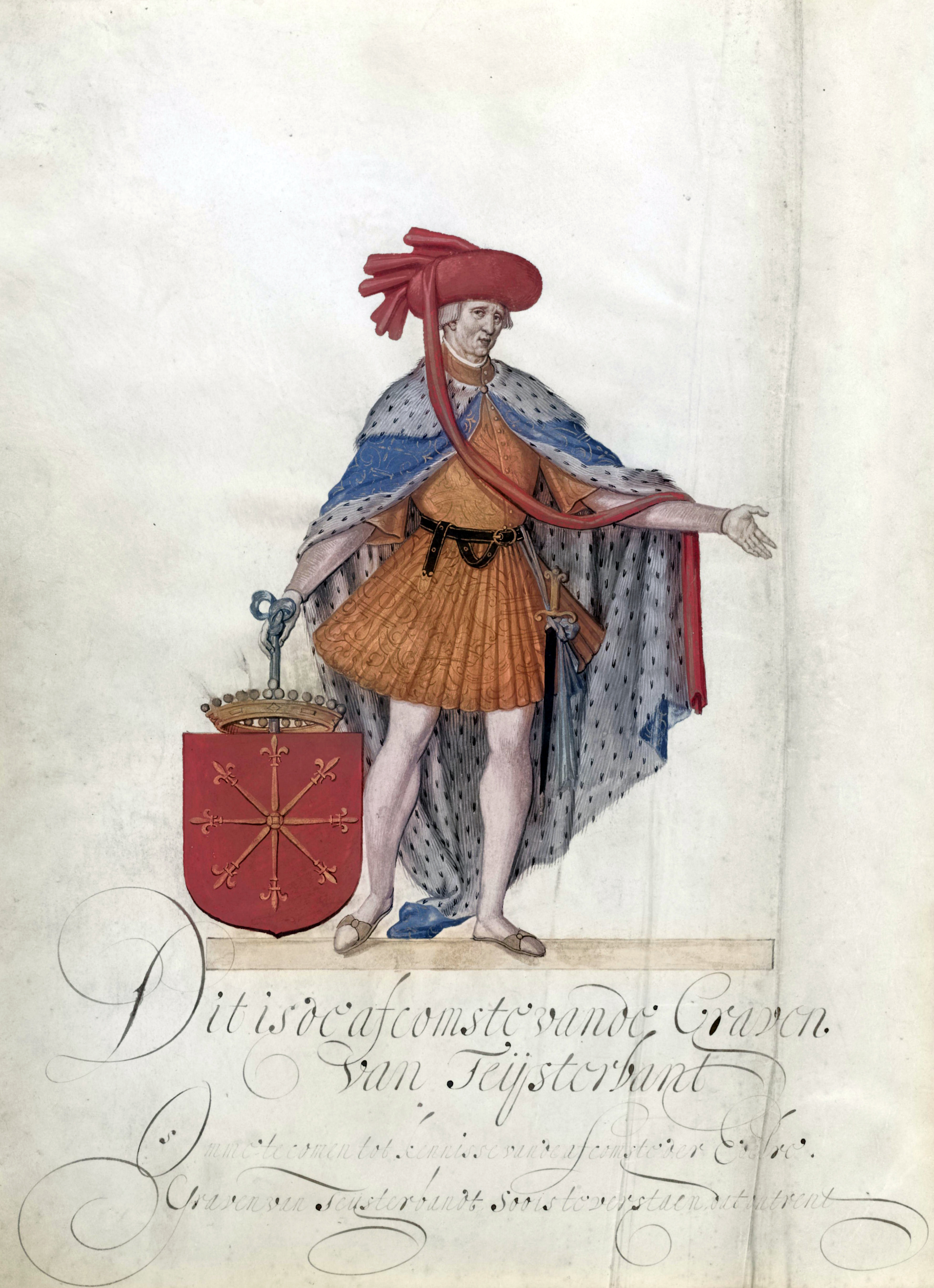
Graaf Boudewijn van Kleef en Teisterbant. Staande ten voeten uit met het wapen van Kleef.
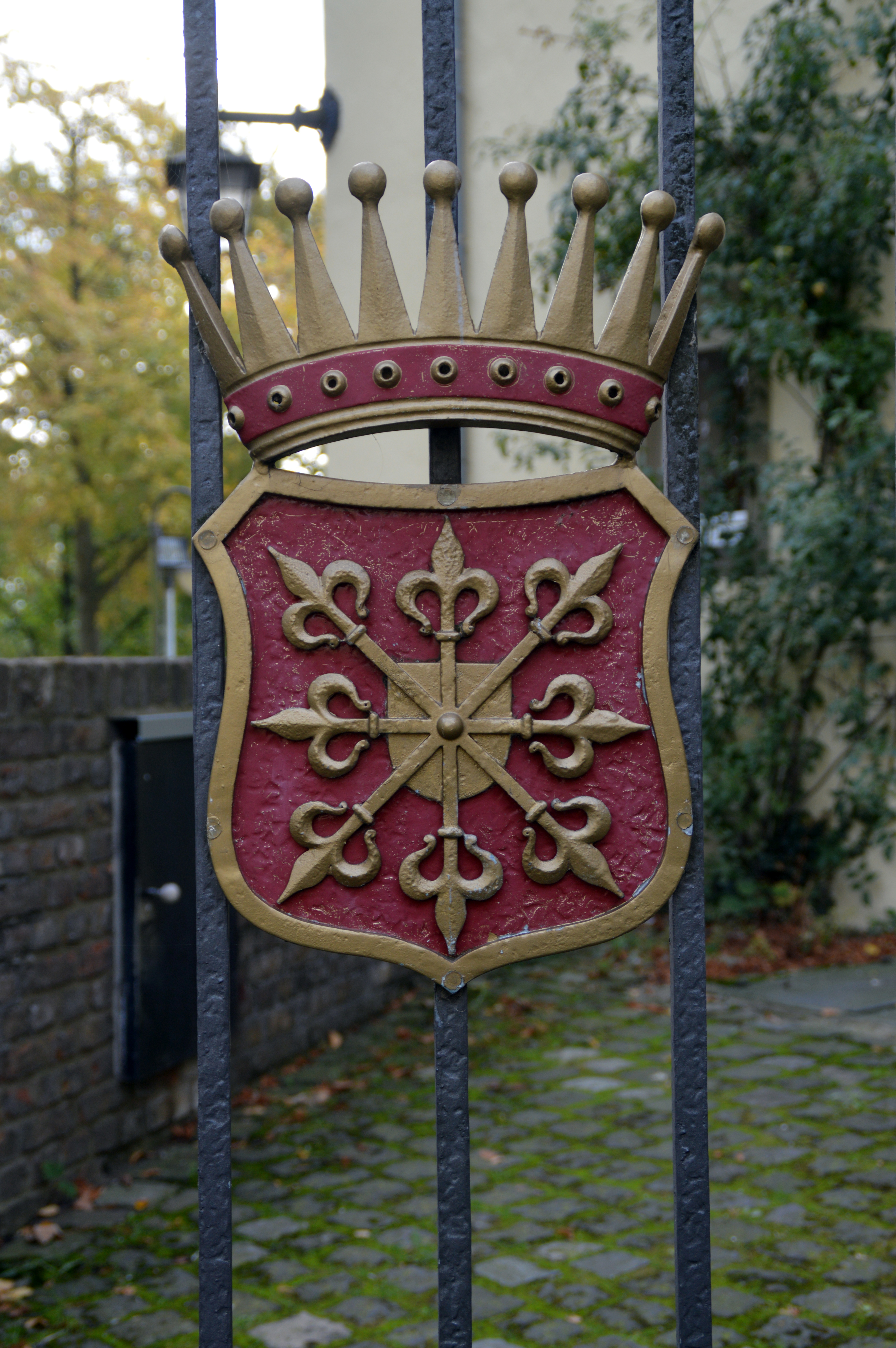
wapenschild Kleef

## Moderne geschiedenis
De stad werd in de Tweede Wereldoorlog zeer zwaar gebombardeerd. De streek achter Nijmegen, met steden als Kleef en Xanten, kreeg het zwaar te verduren tijdens Operatie Veritable, het eerste deel van de opmars door Duitsland, die begon met zware bombardementen in de grensstreek. Op 7 oktober 1944 vond het grootste bombardement plaats, waarbij de stad voor 80% vernietigd werd. De herbouw geschiedde vrij traag.